# Borgerkrigsmønt
En borgerkrigsmønt er den traditionelle betegnelse for en dansk mønt fra perioden 1241-1375, det vil sige fra Erik Plovpenning til Valdemar Atterdag. Perioden var præget af politisk uro, og mønternes sølvindhold blev gradvist mindre og mindre, til de til sidst næsten kun bestod af kobber. En af grundene til periodens manglende stabilitet var, at tronfølgen ikke lå fast. I modsætning til i dag, hvor Danmark er et arvekongedømme, hvor regentens førstefødte overtager tronen efter regenten, var Danmark i middelalderen et valgkongedømme, hvor det var lige så almindeligt, at bror efterfulgte bror som konge. Dette medførte magtkampe og intriger, jalousi og mord i kongefamilien.